# Chiesa di San Lorenzo (Parma, Alberi)
La chiesa di San Lorenzo è un luogo di culto cattolico dalle forme romaniche e neoclassiche, situato in strada Martinella 147 ad Alberi, frazione di Parma, in provincia e diocesi di Parma; è sede di una parrocchia compresa nella zona pastorale della città.

## Storia
Il luogo di culto originario fu edificato in epoca medievale sulla sponda sinistra del torrente Parma; la più antica testimonianza della sua esistenza risale al 25 febbraio 1146, quando la Capella de Albero, già dipendente dalla pieve di Vigatto, fu citata in un privilegio emanato dal papa Eugenio III.
Nel 1230 la Capelle de Albari fu menzionata nel Capitulum seu Rotulus Decimarum della diocesi di Parma, come unica cappella posta sotto la giurisdizione della pieve di Vigatto.
Nel 1564 il tempio fu elevato a sede parrocchiale, pur rimanendo filiale della pieve di Vigatto.
A causa dell'eccessiva vicinanza al torrente, l'edificio fu più volte danneggiato dalle acque, tanto che nel 1582 fu abbandonato e sostituito con uno nuovo, costruito, secondo la tradizione, ampliando un piccolo oratorio medievale affiancato da un'antica torre di avvistamento.
Nel 1738 la chiesa fu ristrutturata in stile neoclassico; l'adiacente campanile fu inoltre sopraelevato.
Nel 1965 l'edificio fu sottoposto a restauri, volti a riportare alla luce le sue forme originarie romaniche; nel corso dei lavori furono rinvenute le bifore del campanile, risalenti al IX secolo; il cantiere riguardò anche il fianco sud del luogo di culto, che fu ampliato. Al termine delle opere, il nuovo altare fu solennemente consacrato dal vicario generale Amilcare Pasini, futuro vescovo della diocesi.
Tra il 1990 e il 1995 la chiesa fu nuovamente restaurata; i lavori riguardarono soprattutto il presbiterio, ove furono sostituiti l'altare maggiore, il tabernacolo e l'ambone.

## Descrizione

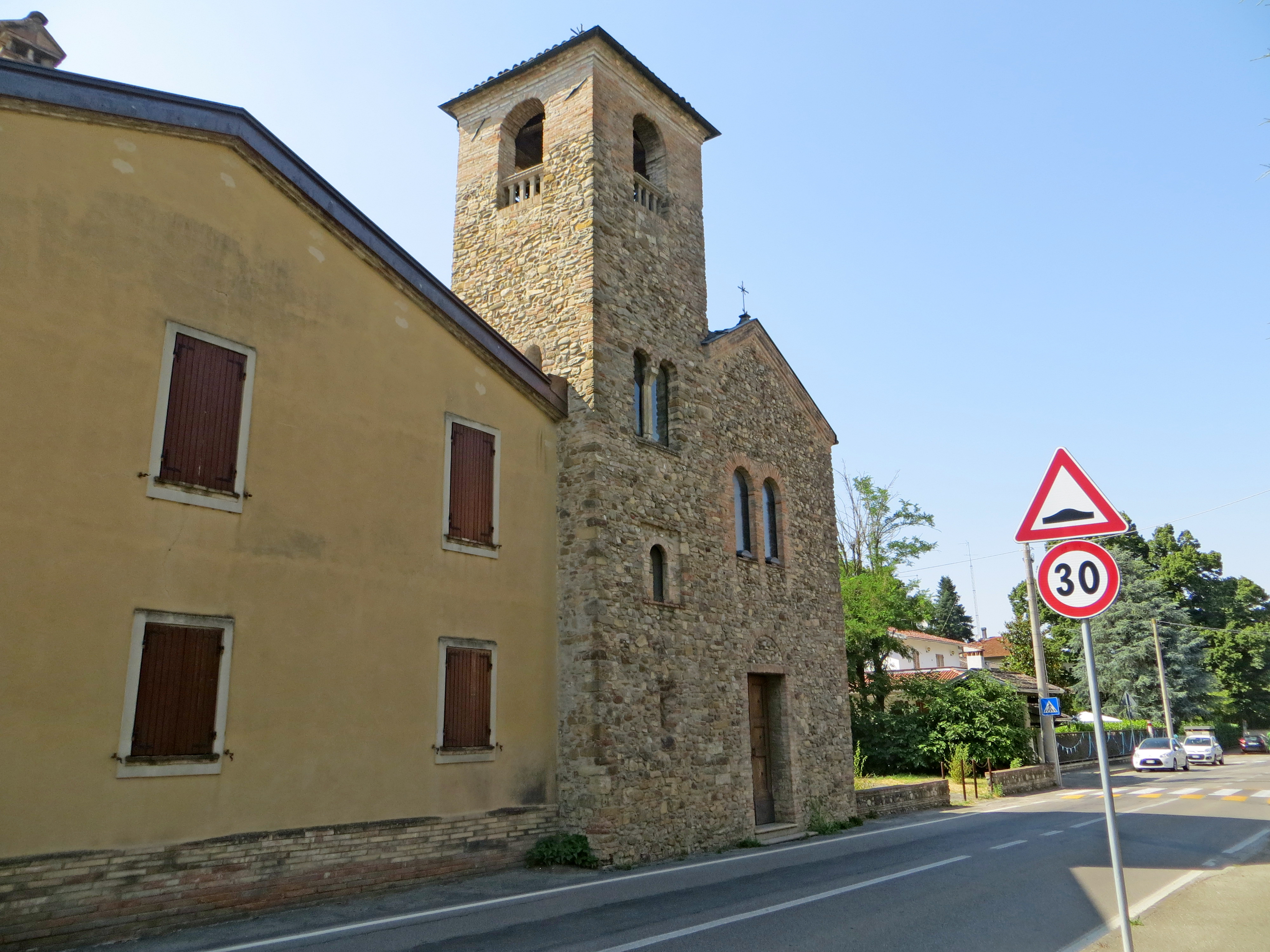
Facciata

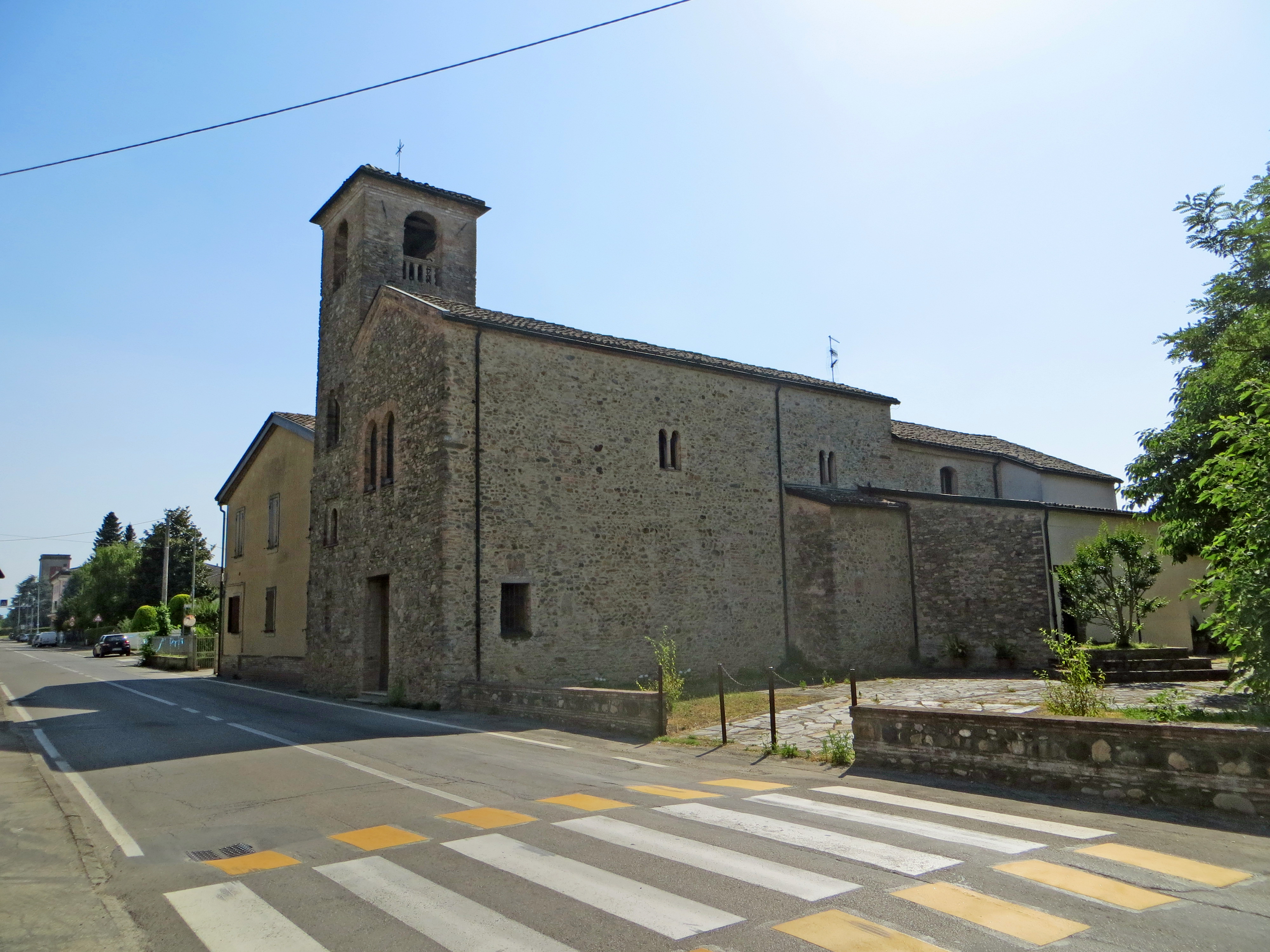
Facciata e lato nord

La chiesa si sviluppa su una pianta a navata unica affiancata da una cappella per lato e dai due rami del transetto, con ingresso principale a est e presbiterio a ovest; in adiacenza al lato sud si estende la canonica.
L'asimmetrica facciata a capanna, interamente rivestita, come il resto dell'edificio, in sassi di fiume, è caratterizzata dalla presenza dell'ampio portale d'ingresso delimitato da una cornice in laterizio e sormontato da un arco a tutto sesto in mattoni; più in alto si apre una grande bifora ad arco a tutto sesto, con cornice in laterizio; a coronamento, lungo gli spioventi del tetto si allunga il cornicione modanato in cotto. Sulla sinistra, in continuità col prospetto si erge la torre campanaria, illuminata da tre ordini di aperture in parte risalenti al IX secolo; al piano terreno è collocata una finestrella fortemente strombata, mentre al livello superiore è posta all'interno di una nicchia rettangolare una monofora ad arco a tutto sesto; più in alto si trova una bifora con pilastrino centrale in pietra, coronato da un capitello a tronco di piramide rovesciata; in sommità la cella campanaria, rivestita in laterizio, si affaccia sulle quattro fronti attraverso monofore balaustrate ad arco a tutto sesto.
Il fianco nord è illuminato da due bifore in sommità e da una finestra in prossimità dello spigolo orientale; sul fondo aggetta oltre la cappella laterale il ramo destro del transetto, accessibile attraverso l'ingresso secondario aperto sul sagrato.
All'interno la navata intonacata, coperta da una volta a botte lunettata decorata con affreschi raffiguranti, tra motivi geometrici, medaglioni contenenti simboli biblici, è affiancata da una serie di lesene doriche a sostegno del cornicione perimetrale in aggetto; le cappelle laterali, chiuse superiormente da volte a botte dipinte a finti cassettoni e decorate con stucchi ottocenteschi eseguiti da Matteo Rusca, si affacciano sull'aula attraverso ampie arcate a tutto sesto.
Il presbiterio, lievemente sopraelevato, è preceduto dall'arco trionfale, retto da pilastri; l'ambiente, coperto da una volta a botte lunettata affrescata, è affiancato dai due rami del transetto, che si aprono attraverso ampie arcate a tutto sesto; al centro è collocato l'altare maggiore a mensa marmorea retto da una base in metallo brunito; dello stesso materiale sono il tabernacolo incassato nella lastra marmorea della parete finale e l'ambone cruciforme; sul fondo, all'interno di un'ancona in marmo coronata da un frontone triangolare, si staglia, all'interno di un'ancona in stucco, la pala raffigurante il Martirio di san Lorenzo, eseguita nel 1853 da Francesco Pescatori su commissione della duchessa Maria Luigia.
La chiesa conserva alcune opere di pregio, tra cui un olio seicentesco raffigurante l'Adorazione dei Magi.